# Commandement en droit français
Pour les articles homonymes, voir commandement.
En droit, un commandement est un acte de commissaire de justice par lequel la personne débitrice d'une somme d'argent ou d'une obligation est sommée de s'exécuter.
Il en existe de plusieurs sortes qui diffèrent suivant leur objectif :
- commandement de payer : pour inciter une personne à payer ses dettes. Ce commandement est un préalable obligatoire lorsqu'il s'agit de demander ensuite l'expulsion d'un locataire qui ne paye pas son loyer. Dans les autres cas, il constitue une mise en demeure.
- commandement de faire : pour obliger une personne à remplir l'une de ses obligations
- commandement de quitter les lieux : pour inviter une personne à quitter le logement qu'elle occupe après qu'un jugement d'expulsion a été rendu à son encontre